# Komunistyczna Partia Sudanu Południowego
Komunistyczna Partia Sudanu Południowego – komunistyczna partia polityczna z Sudanu Południowego.
Została założona w czerwcu 2011 roku przez działaczy dotychczasowej regionalnej Sudańskiej Partii Komunistycznej. Powstanie nowej partii zostało ogłoszone na spotkaniu w biurze partii komunistycznej w Chartumie. Sekretarzem generalnym partii został Joseph Wol Modesto.